# Matúš Čák Trenčanský
Matúš III. Čák Trenčanský (též Matouš Čák Trenčínský, slovensky Matúš Čák Trenčiansky, maďarsky Csák Máté; asi 1260 – 18. březen 1321) byl uherský šlechtic a vévoda, svého času nejmocnější muž a nekorunovaný král západního a středního Slovenska.

## Životopis

Znak Csáků

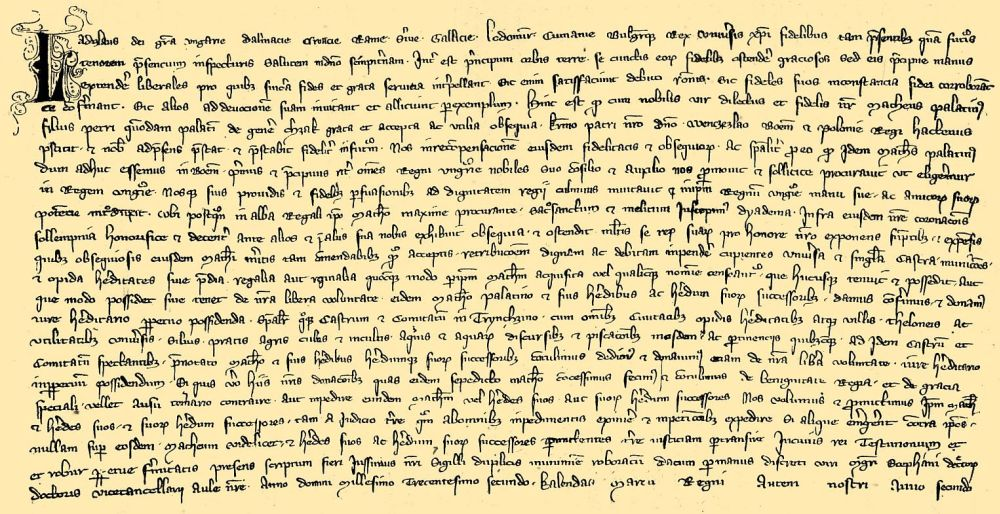
Darovací listina Václava III. z roku 1302

Uherský šlechtický rod Csáků (Chsak, Chsaak) pocházel z oblasti Ostřihomi, osídlené také slovenským obyvatelstvem, a vlastnil celou řadu panství na Slovensku, zejména v okolí Trenčína. Uherská rodina Čáků pocházela z řady královských bojovníků, za zásluhy jim král Ondřej III. daroval půdu a poddané zemědělce. Byla to oblast kolem Ostřihomi až po Budín a pohoří Vérteš. Půdu zde obdělávali slovenští i maďarští rolníci, a když páni chtěli svým poddaným rozumět, museli mluvit maďarsky i slovensky. Tato dvoujazyčnost se mladým šlechticům z csákovského rodu vyplácela, protože je král mohl posílat i do těch částí Uherska, kde se mluvilo slovanskými jazyky – na Slovensko, do Chorvatska či Slavonie.
Jejich otec Peter Čák se osvědčil jako udatný rytíř v bojích uherského krále Bély IV. s českým králem Přemyslem Otakarem II. a král jej jmenoval palatinem, což byl nejvyšší úředník v zemi, první hodnostář po králi, který v době královy nepřítomnosti vedl vládu v celé uherské zemi. Peter Csák se stal županem v tehdejší Bratislavě i na druhé straně Dunaje a král mu daroval i hrad Topoľčany a poddané v okolních vesnicích Prašice, Nemcovce a Jacovce. Tak se mladý Matúš Čák jako šlechtic stal víc slovenským pánem, znalým a užívajícím uherské moci.
V roce 1291 stál v čele vojska Ondřeje III., jež dobylo Bratislavu, kterou obsadili páni vedení Jindřichem z Kyseku (Köszegu). Za odměnu dostal hodnost správce královských stájí a bratislavského župana a král mu daroval velký královský hrad i majetky k němu příslušející – hrad v Trenčíně. Po neshodách s politikou Ondřeje III. se na protest vzdal svého úřadu, uchýlil se na své panství, jehož centrem byl od roku 1296 Trenčín. Ve snaze odebrat mu majetek a pokořit ho vyslal proti němu král Ondřej III. výpravu, která však nebyla úspěšná. Od té doby Matúš Csák sledoval jen své osobní cíle, k čemuž využíval všechny prostředky, které mu poskytovalo tehdejší politické vakuum.
Po smrti Ondřeje III. v roce 1301 podporoval nástupnictví českého prince Václava a pomáhal porazit jeho protikandidáta Karla Roberta z Anjou. Za to mu Václav (Ladislav V.) 1. února 1302 svěřil celé trenčínské a nitranské panství, které držel až do své smrti. Již následujícího léta však přešel spolu s Abovci na stranu svého nedávného nepřítele Karla Roberta.

## Matúš Čák jako samostatný vládce

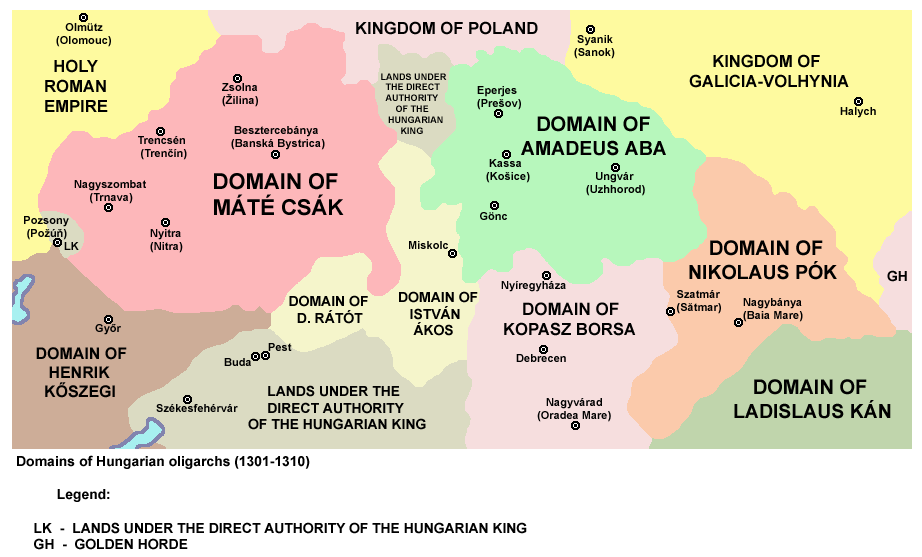
Území uherských magnátů (1301–1310)

Od roku 1304 vystupoval jako samostatný vládce. Přestal podporovat i Karla Roberta. Roku 1310 byl jmenován taverníkem a jedním ze tří palatinů země s územní způsobilostí pro celé Horní Uhry. Na vrcholu moci, v letech 1311 až 1312, ovládal nebo kontroloval 14 žup a vlastnil více než 50 hradních panství. V té době se mu začalo říkat Pán Váhu a Tater. Vzhledem ke své neomezené moci ve svěřených oblastech začal odnímat majetky nepohodlným šlechticům a ponechával si je pro sebe. Vzhledem k tomu, že takto postupoval i vůči církvi, byl roku 1311 oficiálně zbaven funkcí. Jeho reálné moci jej však král nemohl zbavit.

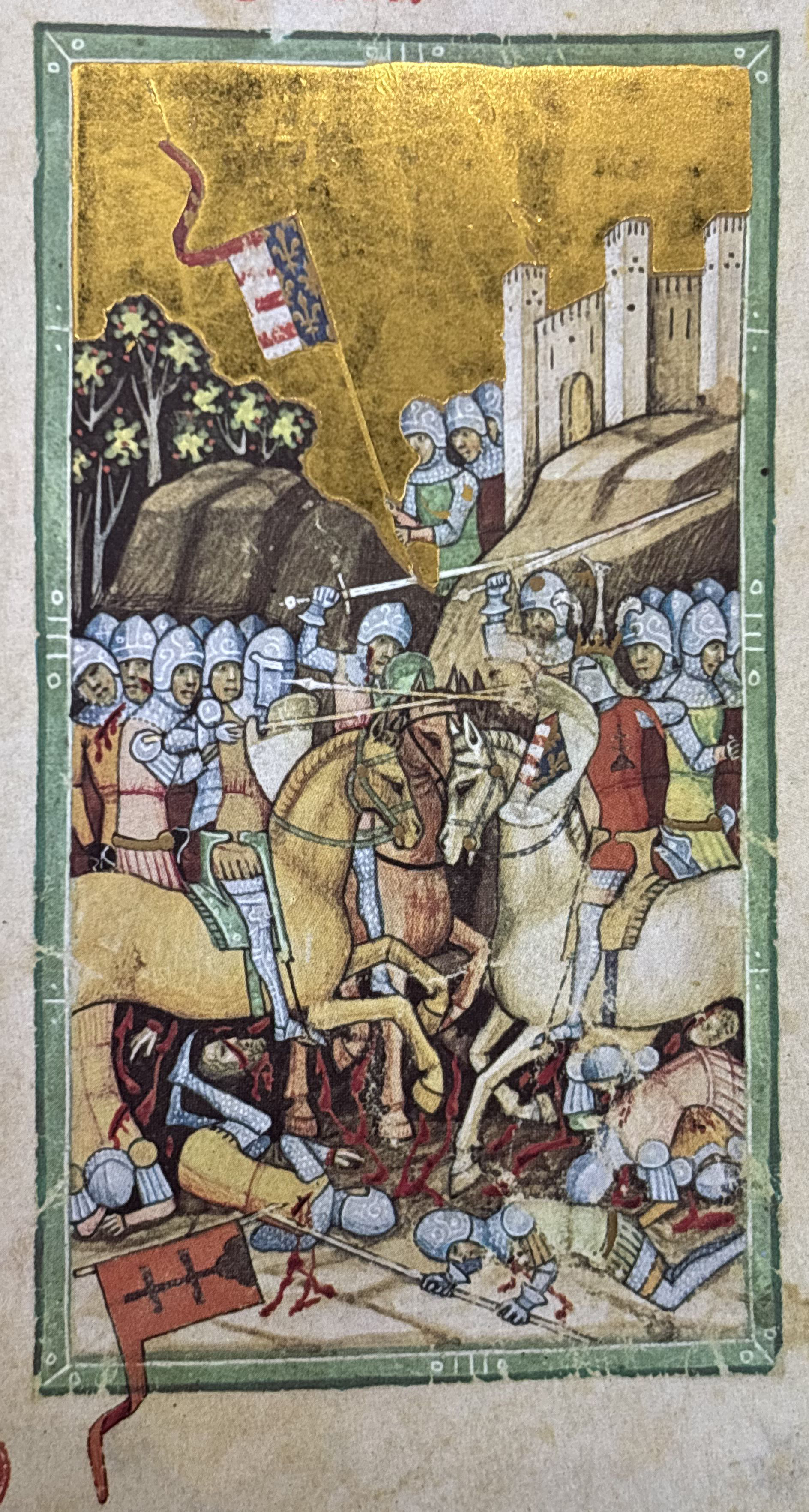
Bitva u Rozhanovců, Vídeňská obrázková kronika

Matúš Čák si na Trenčínském hradě zřídil vlastní dvůr na způsob královského a nadále si počínal jako samostatný panovník. Jeho palatinem byl do roku 1318 Felicián Zach. Po bitvě u vesnice Rozhanovce nedaleko Košic (15. června 1312), v níž zvítězil král Karel Robert z Anjou, se Čák stáhl do svých držav. V roce 1315 vpadl na Moravu jako spojenec rakouského vévody Fridricha Sličného, ale u hradu Holíč jej v bitvě o Holíč 12. července toho roku odrazilo vojsko Jana Lucemburského.
Roku 1318 zemřel jeho jediný syn Matúš, a proto si za nástupce vybral svého příbuzného Štěpána Čecha z rodu Šternberků, skrze jehož majetek byla Matúšova država spojena s Moravou. Karel Robert zabral část Matúšova majetku. Postavil se proti němu i nitranský biskup, který na něho uvalil církevní klatbu. Matúš Čák Trenčanský však vládl neomezeně a nezávisle v Nitranské, Bratislavské a Trenčanské stolici až do své přirozené smrti 18. března 1321.

## Odkaz Matúše Čáka

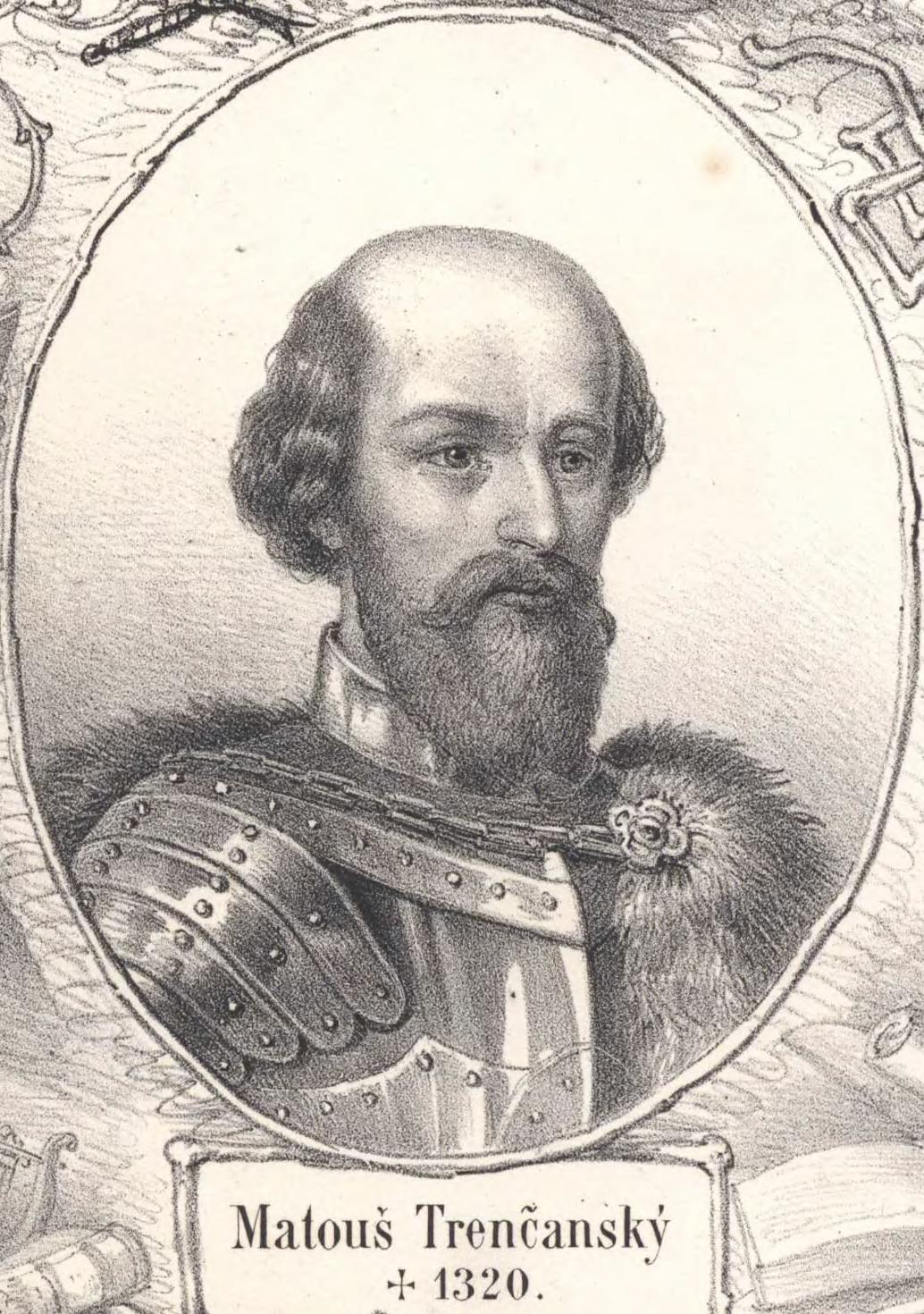
Fiktivní podoba publikovaná v 19. století

O významu Matúše Čáka Trenčanského svědčí fakt, že ještě v 15. století se část západního Slovenska tradičně označovala jako Matúšova zem a sám Matuš Csák je v legendách popisován jako „pán Váhu a Tater“. Matúš Čák bezpochyby patří mezi legendární postavy slovenské historie a literatury. Pro mnoho generací slovenských národních buditelů se stal romantickým hrdinou vzdorujícím uherské moci a dokonce prvním slovensky mluvícím vládcem Uherska, protože byl i palatinem a „Matúšova země“ se stala určitým prototypem slovenského knížectví, které sehrálo nemalou roli ve slovenském národně uvědomovacím procesu. V tomto duchu byl vyobrazován jako nositel emancipačních a historických idejí ukazujících Slovensko a Slováky jako rovnoprávný celek a národ v mnohonárodnostním uherském státě.
Jeho činnost na jedné straně umožnila obyvatelstvu Horních Uher mluvícímu slovenským jazykem žít delší dobu nezávisle na uherském panovníkovi, čímž vytvořila podmínky pro uvědomění si etnické osobitosti převážně slovenského obyvatelstva, na druhou stranu jeho dravé feudální jednání brzdilo rozvoj hospodářství i společnosti, což spolu s neustálými bitvami decimovalo a ožebračovalo obyvatelstvo.